# 二龙山农场
二龙山农场是一个位于中华人民共和国黑龙江省黑河市五大连池市的农场，亦是黑龙江省农垦北安管理局所属的一个农场。
二龙山农场始建于1949年9月，地处小兴安岭南麓，境域跨北安市、五大连池市。面积600余平方公里，耕地面积40万亩，人口2万。

## 行政区划
二龙山农场下辖以下单位：
二龙山场直社区、二龙山农场第一管理区、二龙山农场第二管理区、二龙山农场第三管理区、二龙山农场第四管理区、二龙山农场第五管理区、二龙山农场第六管理区、二龙山农场第七管理区和二龙山农场第八管理区。